# Radiometrische Datierung
Radiometrische Datierung ist eine Methode der Altersbestimmung. Sie basiert auf dem Wissen über die Zerfallsraten natürlich vorkommender Isotope, ihres üblichen Vorkommens und der Bestimmung des Isotopenverhältnisses.

## Physikalische Grundlagen
Von allen chemischen Elementen gibt es verschiedene Versionen, so genannte Isotope. Sie unterscheiden sich in der Masse des Atomkerns, haben aber ansonsten praktisch die gleichen physikalischen und chemischen Eigenschaften. Die Gesamtheit der Isotope der verschiedenen Elemente bezeichnet man als Nuklide. Manche Nuklide sind nicht stabil (Radionuklide), sie wandeln sich durch radioaktiven Zerfall in Isotope anderer Elemente um. Dieser Zerfall geschieht zufällig, ist für ein einzelnes Atom nicht vorhersagbar. Für eine große Zahl von Atomen eines instabilen Nuklids gilt aber statistisch, dass ihre Anzahl {\displaystyle N} mit der Zeit exponentiell abnimmt.
{\displaystyle N(t)=N_{0}\cdot \mathrm {e} ^{-\lambda \cdot t},}
wobei {\displaystyle N_{0}} die Anzahl am Anfang und {\displaystyle \lambda } die Zerfallskonstante ist. Ein häufig verwendeter Parameter ist die Halbwertszeit {\displaystyle T_{1/2}\,}, die Zeit, nach der die Stoffmenge des instabilen Nuklids auf die Hälfte zurückgegangen ist. Es gilt
{\displaystyle T_{1/2}={\frac {\ln(2)}{\lambda }}\approx {\frac {0{,}693}{\lambda }}}.
Die Halbwertszeiten instabiler Atomkerne können sehr unterschiedlich sein – zwischen Sekundenbruchteilen und Vielfachem des Alters des Universums. Sie sind aber nicht beeinflussbar, hängen insbesondere (so gut wie) nicht von der Temperatur oder chemischen Umgebung ab. Deshalb ändert sich in jedem Material, das ein radioaktives Nuklid enthält, das Verhältnis des ursprünglichen Nuklids zu seinen Zerfallsprodukten in vorhersagbarer Weise, während das Nuklid zerfällt. Diese Vorhersagbarkeit erlaubt es, die relative Häufigkeit verwandter Nuklide als Zeitmesser zu benutzen, der die Zeit angibt, die von der Aufnahme der ursprünglichen Nuklide in das Untersuchungsmaterial bis zur Gegenwart verstrichen ist.
Beispiel: Angenommen, man weiß, dass bei Bildung des Materials das Mengenverhältnis zwischen dem radioaktiven Isotop nA und dem stabilen Isotop mA des Elements A den Wert 1 : 1000 hatte. Nun misst man 1 : 8000. Dann sind offenbar 3 Halbwertszeiten verstrichen.
Die Vorgänge, durch die bestimmte Materialien entstehen, sind oft ziemlich selektiv, was die Aufnahme bestimmter Elemente während der Entstehung angeht. Im Idealfall nimmt das Material das Ursprungsnuklid auf, das Zerfallsprodukt aber nicht. In diesem Fall müssen alle Zerfallsprodukte, die bei der Untersuchung gefunden werden, seit der Entstehung des Materials entstanden sein.
Beispiel: Das Isotop nA des Elements A zerfällt in das stabile Isotop mB des Elements B. Man weiß, dass bei der Bildung des Materials Element B nicht vorhanden war, misst aber ein Mengenverhältnis nA : mB von 1 : 3. Dann ist klar, dass die ursprüngliche Stoffmenge von nA auf 1⁄4 zurückgegangen ist; seit Bildung des Materials sind also 2 Halbwertszeiten vergangen.
Wenn ein Material sowohl die ursprünglichen Nuklide als auch die Zerfallsprodukte bei seiner Bildung aufnimmt, kann es notwendig sein, davon auszugehen, dass die anfänglichen Mengenverhältnisse der radioaktiven Substanz und ihres Zerfallsproduktes bekannt sind. Das Zerfallsprodukt sollte kein Gas mit kleinen Molekülen sein, das aus dem Material entweichen kann, und es muss selbst eine ausreichend lange Halbwertszeit haben, um in ausreichenden Mengen vorhanden zu sein. Zusätzlich sollten das Ausgangselement und das Zerfallsprodukt nicht in nennenswerten Mengen durch andere Reaktionen erzeugt oder vermindert werden. Die Prozeduren, die genutzt werden, um die Reaktionsprodukte zu isolieren und zu analysieren, sollten direkt und verlässlich sein.
Wenn ein Material, das die Zerfallsprodukte selektiv absondert, erhitzt wird, gehen alle Zerfallsprodukte, die sich im Laufe der Zeit angesammelt haben, durch Diffusion verloren, so dass die Isotopen-„Uhr“ auf Null zurückgesetzt wird. Die Temperatur, bei der dies geschieht,  ist spezifisch für ein bestimmtes Material.
Im Gegensatz zu den einfachen radiometrischen Datierungsmethoden benötigt die isochrone Datierung, die für viele isotopische Zerfallsketten (z. B. die Rubidium-Strontium-Zerfallskette) genutzt werden kann, kein Wissen über die ursprünglichen Verhältnisse. Ebenso kann die Argon-Argon-Datierungsmethode für die Kalium-Argon-Zerfallskette genutzt werden, um sicherzustellen, dass kein anfängliches 40Ar vorhanden war.

### Geschichte der Methode
Erste Ideen zur Nutzung der konstanten Zerfallsrate eines radioaktiven Stoffes zwecks Altersbestimmung von Mineralen hatte zu Beginn des 20. Jahrhunderts Ernest Rutherford. Pionier bei der Anwendung dieser Methode für die absolute Altersbestimmung von Gesteinen war Bertram Boltwood. 1907 konnte Boltwood erstmals das absolute Alter von Gesteinen mithilfe des Zerfalls von Uran datierten. Seine Datierung für Gesteine in Sri Lanka zeigte ein Alter von 2,2 Mrd. Jahren.

### Grenzen der Methoden
Die radiometrische Datierung kann noch an so kleinen Proben wie einem Milliardstel-Gramm durchgeführt werden, wenn ein Massenspektrometer verwendet wird. Das Massenspektrometer wurde in den 1940er Jahren erfunden und wird seit den 1950er Jahren in der radiometrischen Datierung eingesetzt. Die Genauigkeit hängt stark von der Sorgfalt ab, mit der das Verfahren durchgeführt wird. Sowohl die möglichen Störeffekte einer anfänglichen Verunreinigung der Ausgangs- und Zerfallsstoffe müssen berücksichtigt werden als auch die Effekte, die zu Verlust oder Gewinn solcher Isotope geführt haben könnten, seit die Probe entstanden ist. Hinzu kommt, dass die Messung in einem Massenspektrometer durch andere Nuklide mit derselben Massenzahl gestört wird. Korrekturen müssen gegebenenfalls vorgenommen werden durch Bestimmung des Isotopenverhältnisses von Elementen, die sich mit dem gesuchten Isotop überschneiden.
Die Präzision der Messungen wird verbessert, wenn sie an verschiedenen Proben wiederholt werden, die demselben Gesteinskörper an unterschiedlichen Stellen entnommen wurden. Alternativ dazu besteht der Ansatz, wenn mehrere verschiedene Minerale derselben Probe datiert werden können und angenommen werden kann, dass sie bei demselben Ereignis entstanden sind. In dem Fall sollten die Altersmessungen der Minerale ein Isochron bilden. Abschließend kann Korrelation zwischen verschiedenen isotopischen Datierungsmethoden erforderlich sein, um das Alter einer Probe zu bestätigen.
Die Genauigkeit einer Datierungsmethode hängt zum Teil von der Halbwertszeit des beteiligten radioaktiven Isotops ab. Zum Beispiel hat 14C eine Halbwertszeit von weniger als 6000 Jahren. Wenn ein Organismus seit 60.000 Jahren tot ist, ist so wenig 14C übrig, dass eine genaue Altersbestimmung unmöglich wird. Andererseits fällt die Konzentration von 14C so steil ab, dass auch das Alter relativ junger Überreste präzise bis auf wenige Jahrzehnte bestimmt werden kann. Das Isotop, das bei der Uran-Thorium-Datierung verwendet wird, hat eine längere Halbwertszeit, aber andere Faktoren führen dazu, dass diese Methode exakter als die Radiokarbon-Datierung ist.

## Datierungsmethoden für längere Zeiträume
Die radiometrische Datierung kann noch an so kleinen Proben wie einem Milliardstel-Gramm durchgeführt werden, wenn ein Massenspektrometer verwendet wird. Das Massenspektrometer wurde in den 1940er Jahren erfunden und wird seit den 1950er Jahren in der radiometrischen Datierung eingesetzt.
Die Uran-Blei-Datierung ist eine der ältesten verfügbaren und auch eine der anerkanntesten Methoden. Sie ist so weit verfeinert worden, dass die Fehler bei der Altersbestimmung etwa drei Milliarden Jahre alter Steine nicht mehr als zwei Millionen Jahre beträgt.
Die Uran-Blei-Datierung wird normalerweise mit dem Mineral Zirkon (ZrSiO4) durchgeführt, kann aber auch bei anderen Materialien verwendet werden. Zirkon baut Uranatome in seinem Kristallgitter an Stelle von Zirconium ein, aber kein Blei. Es ist widerstandsfähig gegenüber mechanischer Verwitterung und chemisch inert, und erst bei sehr hohen Temperaturen wird „die Uhr zurückgesetzt“. Zirkon bildet auch multiple Kristallschichten im Zuge mehrerer metamorpher Ereignisse (Gesteinsumwandlung), die jeweils ein separates Isotopenalter des jeweiligen Ereignisses abbilden können. Diese können z. B. durch eine SHRIMP-Ionen-Mikrosonde hochauflösend bestimmt werden.
Einer der großen Vorteile ist, dass jede Probe zwei Zeitmesser liefert, der eine basiert auf dem Zerfall von 235U zu 207Pb mit einer Halbwertszeit von ungefähr 700 Millionen Jahren, der andere basiert auf dem Zerfall von 238U zu 206Pb mit einer Halbwertszeit von ungefähr 4,5 Milliarden Jahren. So ergibt sich eine eingebaute Gegenprobe, die genaue Bestimmung des Alters der Probe erlaubt, auch wenn etwas Blei verloren gegangen sein sollte.
Zwei andere radiometrische Methoden werden für die Langzeit-Datierung verwendet. Die Kalium-Argon-Datierung basiert auf dem Zerfall von 40K in 40Ar. 40K hat eine Halbwertszeit von 1,3 Milliarden Jahren, so dass diese Methode auch für die ältesten Gesteine anwendbar ist. Radioaktives Kalium-40 ist verbreitet in Glimmer, Feldspat und Hornblende, obwohl die „Rücksetz“-Temperatur bei diesen Materialien recht gering ist: etwa 125 °C (Glimmer) bis 450 °C (Hornblende).
Die Rubidium-Strontium-Datierung basiert auf dem Betazerfall von 87Rb zu 87Sr, mit einer Halbwertszeit von etwa 50 Milliarden Jahren. Dieses Verfahren wird angewendet, um alte magmatische und metamorphe Gesteine zu datieren. Es wurde auch für Mondgestein benutzt. Die „Rücksetz“-Temperaturen sind so hoch, dass sie nicht von Bedeutung sind. Die Rubidium-Strontium-Datierung ist nicht so präzise wie die Uran-Blei-Methode, mit Abweichungen von 30 bis 50 Millionen Jahren für eine 3 Milliarden Jahre alte Probe.

## Datierungsmethoden für kürzere Zeiträume
Darüber hinaus gibt es eine Reihe von anderen Datierungsmethoden, die für kürzere Zeiträume geeignet sind und für historische oder archäologische Untersuchungen genutzt werden. Eine der bekanntesten ist die Radiokarbonmethode oder C-14-Methode. 14C ist ein radioaktives Isotop des Kohlenstoffs mit einer Halbwertszeit von 5.730 Jahren. Dies ist sehr kurz im Vergleich zum oben dargestellten; in anderen radiometrischen Datierungsmethoden entstanden die schweren Ausgangsisotope durch Explosionen massiver Sterne, die Material durch die ganze Galaxie verteilten und so Planeten und andere Sterne formten. Die Ausgangsisotope sind seitdem zerfallen und jedes Isotop mit einer kürzeren Halbwertszeit wäre heute längst verschwunden. 14C ist eine Ausnahme. Es entsteht fortlaufend durch die Einwirkung kosmischer Strahlung in den oberen Schichten der Atmosphäre. Dieser 14C findet sich als Spurenelement im atmosphärischen Kohlenstoffdioxid (CO2) wieder.
Ein Lebewesen nimmt Kohlenstoff aus Kohlenstoffdioxid während seines Lebens auf. Pflanzen nehmen ihn durch die Photosynthese auf, Tiere durch den Verzehr von Pflanzen und anderen Tieren. Wenn ein Lebewesen stirbt, hört es auf, neuen 14C aufzunehmen, und das vorhandene Isotop zerfällt nach und nach. Der Anteil an 14C, die noch festgestellt wird, wenn die Überreste des Lebewesens untersucht werden, gibt einen Hinweis auf die Zeit, die seit seinem Tod vergangen ist. Die Grenze der 14C-Datierung liegt bei etwa 58.000 bis 62.000 Jahren.
Die Entstehungsrate von 14C erscheint in etwa konstant, wie Gegenproben der Kohlenstoff-14-Datierung mit anderen Datierungsmethoden zeigen, ergeben sich übereinstimmende Resultate. Allerdings können lokale Eruptionen von Vulkanen oder andere Ereignisse, die große Mengen Kohlenstoffdioxid freisetzen, die lokale Konzentration von Kohlenstoff-14 reduzieren und so ungenaue Ergebnisse liefern. Die Freisetzung von Kohlenstoffdioxid in die Biosphäre als Folgeerscheinung der Nutzung von Erdöl und Kohle hat ebenfalls den Anteil von 14C um einige Prozent verringert. Im Gegensatz dazu wurde der 14C-Anteil durch oberirdische Atombomben-Tests, die in den frühen 1960er Jahren durchgeführt wurden, erhöht. Ebenso könnten eine Verstärkung des Sonnenwindes oder des Erdmagnetfeldes über den gegenwärtigen Wert die Menge des in der Atmosphäre entstehenden 14C verringern. Diese Effekte werden bei der Kalibrierung der Radiokarbon-Zeitskala ausgeglichen. Siehe auch den Artikel Radiokarbon-Datierungsmethode.
Eine andere relativ kurzfristige Datierungsmethode basiert auf dem Zerfall von 238U zu 230Th, einer Substanz mit einer Halbwertszeit von etwa 80.000 Jahren. Sie wird begleitet von einem Schwesterprozess, in dem 235U zu 235Pa zerfällt, das eine Halbwertszeit von 34.300 Jahren hat.
Während Uran wasserlöslich ist, sind Thorium und Protactinium wasserunlöslich, so dass sie sich selektiv in Sedimenten des Meeresbodens niederschlagen, in denen ihre Verhältnisse bestimmt werden können. Diese Methode umfasst einige hunderttausend Jahre.
Eine weitere Methode ist die Thermolumineszenzdatierung. Dabei macht man sich zunutze, dass natürliche Strahlungsquellen in der Umwelt Elektronen z. B. in einem Stück Töpferware anregen.
Zuletzt sei noch das Fission Track Dating genannt. Dabei werden polierte Scheiben eines Materials betrachtet, um die Dichte der Spuren zu bestimmen, die der spontane Zerfall von 238U-Verunreinigungen hinterlassen hat. Der Urangehalt der Probe muss bekannt sein, aber er kann bestimmt werden, indem man eine Plastikfolie auf die polierte Materialscheibe aufbringt und sie mit langsamen Neutronen beschießt. Dies verursacht eine induzierte Kernspaltung von 235U, im Gegensatz zum spontanen Zerfall von 238U. Die Zerfallsspuren, die durch diesen Prozess verursacht werden, sind in der Plastikfolie festgehalten. Der Urangehalt des Materials kann dann aus der Anzahl der Spuren und dem Neutronenfluss berechnet werden.
Diese Methode eignet sich zur Anwendung über einen weiten Bereich geologischer Daten. Für Zeiträume bis zu ein paar Millionen Jahren, werden am besten Glimmer, Tektite (Glasfragmente vulkanischer Eruptionen), und Meteoriten benutzt. Ältere Materialien können mit Hilfe von Zirkon, Apatit, Titanit, Epidot und Granat datiert werden, die variable Mengen von Uran enthalten. Da die Zerfallsspuren von Temperaturen oberhalb von 200 °C wieder verschmolzen werden, hat die Technik sowohl Grenzen als auch Vorteile. Diese Technik findet potentielle Anwendung, die Temperaturgeschichte von Ablagerungen zu detaillieren.
Große Mengen des ansonsten seltenen 36Cl entstanden bei der Bestrahlung von Meerwasser aufgrund der Detonation von Kernwaffen zwischen 1952 und 1958. 36Cl verbleibt nur etwa eine Woche in der Atmosphäre. Deshalb kann es das Vorkommen von Wasser aus den 1950er Jahren im Boden und Grundwasser nachweisen, 36Cl eignet sich auch um Wasser zu datieren, das weniger als 50 Jahre alt ist. 36Cl wurde auch in anderen Geowissenschaften angewandt, zum Beispiel um Eis und Sedimente zu datieren.

## Datierung mit kurzlebigen Radionukliden
Am Anfang des Sonnensystems gab es einige relativ kurzlebige Radionuklide wie 26Al, 60Fe, 53Mn, und 129I im solaren Nebel. Diese Radionuklide – eventuell durch die Explosion einer Supernova entstanden – sind heutzutage verschwunden, aber ihre Zerfallsprodukte können in sehr alten Materialien wie Meteoriten nachgewiesen werden. Misst man die Zerfallsprodukte inzwischen verschwundener Radionuklide mit einem Massenspektrometer und verwendet Isochron-Plots, ist es möglich, relative Zeiträume zwischen verschiedenen Ereignissen in der frühen Geschichte des Sonnensystems zu bestimmen. Datierungsmethoden, die auf diesen inzwischen verschwundenen Radionukliden basieren, können auch mit der Uran-Blei-Methode kalibriert werden, um absolutes Alter zu erhalten.

## Methoden der radiometrischen Datierung
- 210Pb-Datierung
- Aluminium-Beryllium-Methode
- Aluminium-Magnesium-Datierung
- Argon-Argon-Datierung (Ar-Ar)
- Blei-Blei-Datierung (Pb-Pb)
- Fission Track Dating
- Helium-Helium-Datierung (He-He)
- Iod-Xenon-Datierung (I-Xe)
- Lanthan-Barium-Datierung (La-Ba)
- Lutetium-Hafnium-Datierung (Lu-Hf)
- Neon-Neon-Datierung (Ne-Ne)
- optically stimulated luminescence dating
- Kalium-Argon-Datierung (K-Ar)
- Radiokarbonmethode (C14)
- Rhenium-Osmium-Datierung (Re-Os)
- Rubidium-Strontium-Datierung (Rb-Sr)
- Samarium-Neodym-Datierung (Sm-Nd), siehe dort
- die TCN-Datierung misst die Zeit, die eine Gesteinsoberfläche kosmischer Strahlung ausgesetzt war, beispielsweise bei Findlingen nach Rückzug eines Gletschers oder bei von Menschen behauenen Steinen.
- Tritiummethode
- Uran-Blei-Datierung (U-Pb)
- Uran-Blei-Helium-Datierung (U-Pb-He)
- Uran-Thorium-Datierung (U-Th)
- Uranreihendatierung